# Haaralampi
Haaralampi är en sjö i kommunen Ilomants i landskapet Norra Karelen i Finland. Arean är 11 hektar och strandlinjen är 1,55 kilometer lång.  Den  ingår i Vuoksens huvudavrinningsområde.  Sjön ligger omkring 83 kilometer nordöst om Joensuu och omkring 460 kilometer nordöst om Helsingfors. 